# Binnenstad (Kampen)
Binnenstad is een wijk in de gemeente Kampen en is het oudste deel van de stad. Ook de belangrijkste winkelstraat van Kampen, de Oudestraat, is hier te vinden. De wijk Binnenstad kent volgens de CBS-indeling slechts één buurt, die tevens Binnenstad genoemd wordt.

## Historische buurten van de Kamper Binnenstad
In de binnenstad bevinden zich historisch meerdere wijken. Onder andere het Bovenkwartier, het Buitenkwartier en de Hagen. officieel bestond het uit vijf delen van zuid tot noord: Bovenkwartier, Cellesbroedersespel, Broederespel, Buitenkwartier. De stad werd omringd door de Hagen.
In het Bovenkwartier woonden de rijkere Kampernaren. De reden dat hier de rijkere Kampernaren woonden was omdat dit deel hoger lag dan het Buitenkwartier. In het buitenkwartier woonden de armere Kampernaren. De Hagen was de tweede stadsuitbreiding binnen de wallen, dit lag over de stadsgracht de Burgel heen. De eerste stadsuitbreiding was het Buitenkwartier.
Bezienswaardigheden van het Bovenkwartier zijn onder andere:
- Bovenkerk of Sint-Nicolaaskerk
- Het Huys met de Dolfijnen
- Koornmarktspoort
- Het Dinghuis, het eerste stadhuis van de Hanzestad Kampen.
- de oude Synagoge aan de Voorstraat

Bezienswaardigheden van het Cellesbroederespel zijn onder andere:
- De Paterskerk
- De synagoge aan de IJsselkade
- Enkele oude pakhuizen aan de Hofstraat

Bezienswaardigheden van het Broederespel zijn onder andere:
- Oude koffiebranderij van van Kanis en Gunnink
- Stedelijk museum Kampen (Oude Raadhuis)
- Voormalige Minnebroedersklooster (naamgever aan het gebied), bestaande uit de Broederkerk, Ikonenmuseum, voormalige Latijnse school en de stadsgehoorzaal
- Nieuwe toren

Bezienswaardigheden van het het Buitenkwartier zijn onder andere:
- De Buitenkerk of Onze lieve vrouw ter hemelopneming
- De Koegang
- Oude Buitenhaven

Bezienswaardigheden van de Hagen zijn onder andere:
- De Cellebroederspoort
- De Broederpoort
- De Doopsgezinde kerk of Oude Waalsekerk in het voormalig Cellezustersklooster
- Het Linnenweverspoortje
- De stadsgracht de Burgel
- Het Cellesbroedersklooster